# Li Mei Tsien
Li Mei Tsien (1970) is een Belgisch burgerlijk ingenieur-architect. Ze was in 1997 medeoprichter van het architectenbureau B612 Associates te Brussel.

## Biografie

### Educatie
Li Mei Tsien heeft een aantal masters behaald in het hoger onderwijs. Ze studeerde aan de Université Catholique de Louvain (UCL) en studeerde hier af in 1993 met grote onderscheiding. Hierna studeerde Tsien stedenbouw aan Taiwan University en studeerde cum laude af met een master. Haar meest recente diploma is een master in architectuurtheorie en -geschiedenis die ze behaalde aan het 'Architectural Association' in Londen.

### Persoonlijke carrière en visie

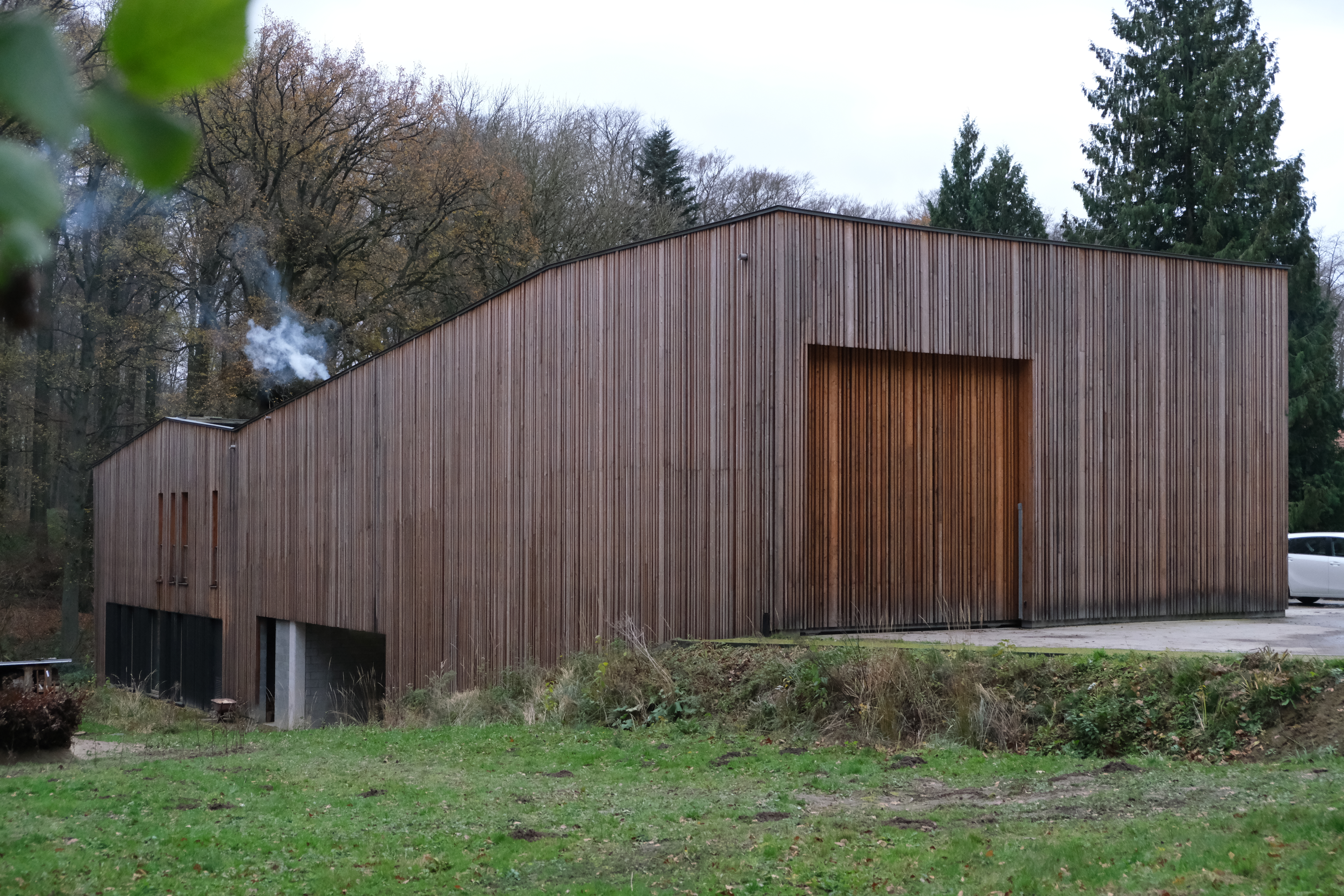
Brigade Forestière

Naast haar studies heeft ze als architect [LS1] gewerkt in de kantoren van IM Pei en Bruno Albert De Liège. Waarna ze tot heden samen met Olivier Mathieu en Vincent Degrune het architectenbureau B612 Associates hebben opgericht in 1997, parallel aan hun andere activiteiten. De drie architecten die elkaar hadden leren kennen tijdens hun studie aan de UCL, waren toen bezig met hun eerste opdrachten voor vrienden en verwanten. Eén keer per jaar deden ze mee aan een grote wedstrijd, zoals die voor het MAS in Antwerpen maar tegenwoordig dreven ze de deelname aan wedstrijden op tot gemiddeld zes per jaar. De meeste wedstrijden waaraan ze tot nog toe deelnamen pasten in het kader van de wijkcontracten in Brussel. Haar visie op architectuur en steden deelt ze met haar bureau. Voor hun is architectuur iets dat vrij uitgebreid is. Iets dat veel parameters samenbrengt. Dat geïnteresseerd in bepaalde soorten contrasten of de interactie die er kan zijn tussen een stedelijke omgeving en het leven van mensen, tussen de stedelijke omgeving en het platteland, tussen wat materieel en wat ruimtelijk is. 

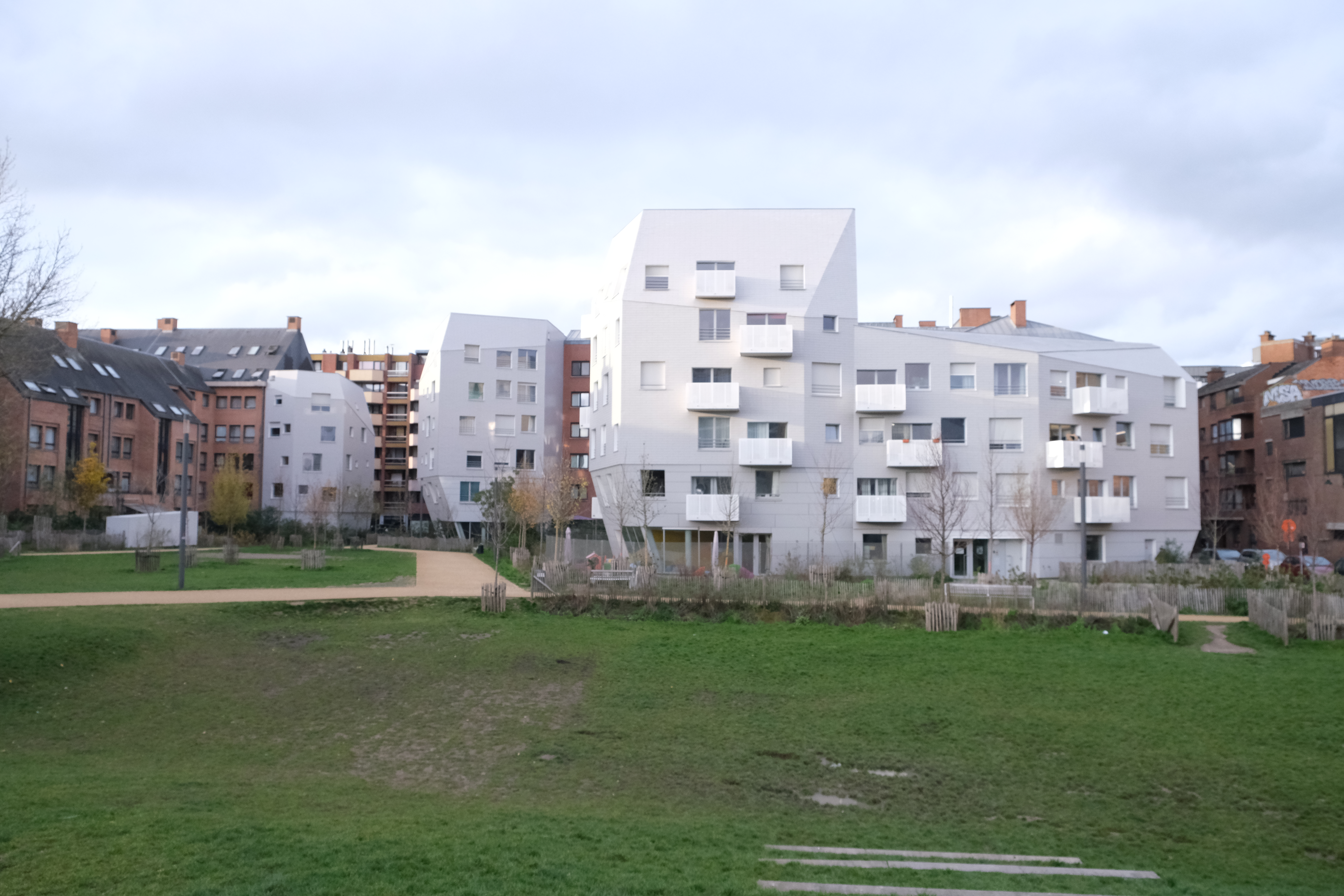
l'Ilot Fontainas

Li Mei Tsien en Olivier Mathieu vertrekken allebei van een theoretische benadering van de architectuur. Maar de lezingen van Tsien [LS2] gaan echter verder dan hoeken en andere esthetiek om een groter geheel aan te raken: het creëren van ademruimte in steden. Zij is van mening dat het verbeteren van ecologische en stedelijke kwaliteiten waarschijnlijk de focus zal zijn van de volgende ontwikkelingen golf, vooral in opkomende economieën. Bij elk project proberen ze architecturale, sociale of programmatische thema’s op een meer doorgedreven en transversale manier uit te diepen.
Ze is ook docent aan de universiteit van Mons.[LS4] Om over te brengen wat zij essentieel in de architectuur vindt, stelt zij aan studenten de vraag om te denken of wat je zegt ook is wat je ook echt denkt en hoe steek je dat in een coherent concept dat samenhangt van het begin tot het einde. Een positie die volgens haar noodzakelijk is voor jezelf en wat je doet. Een positie die ook terug te vinden is in haar werken. Deze zijn in meerdere steden te zien geweest en haar werk wordt regelmatig gepresenteerd op conferenties, tentoonstellingen en in publicaties waaronder tijdschriften zoals Detail, A +, a + t density books serie, Inventory architectures Wallonie-Bruxelles, Belgian New Architecture , Bozar NICHE en de edities van de gestolen brief.

## Projecten

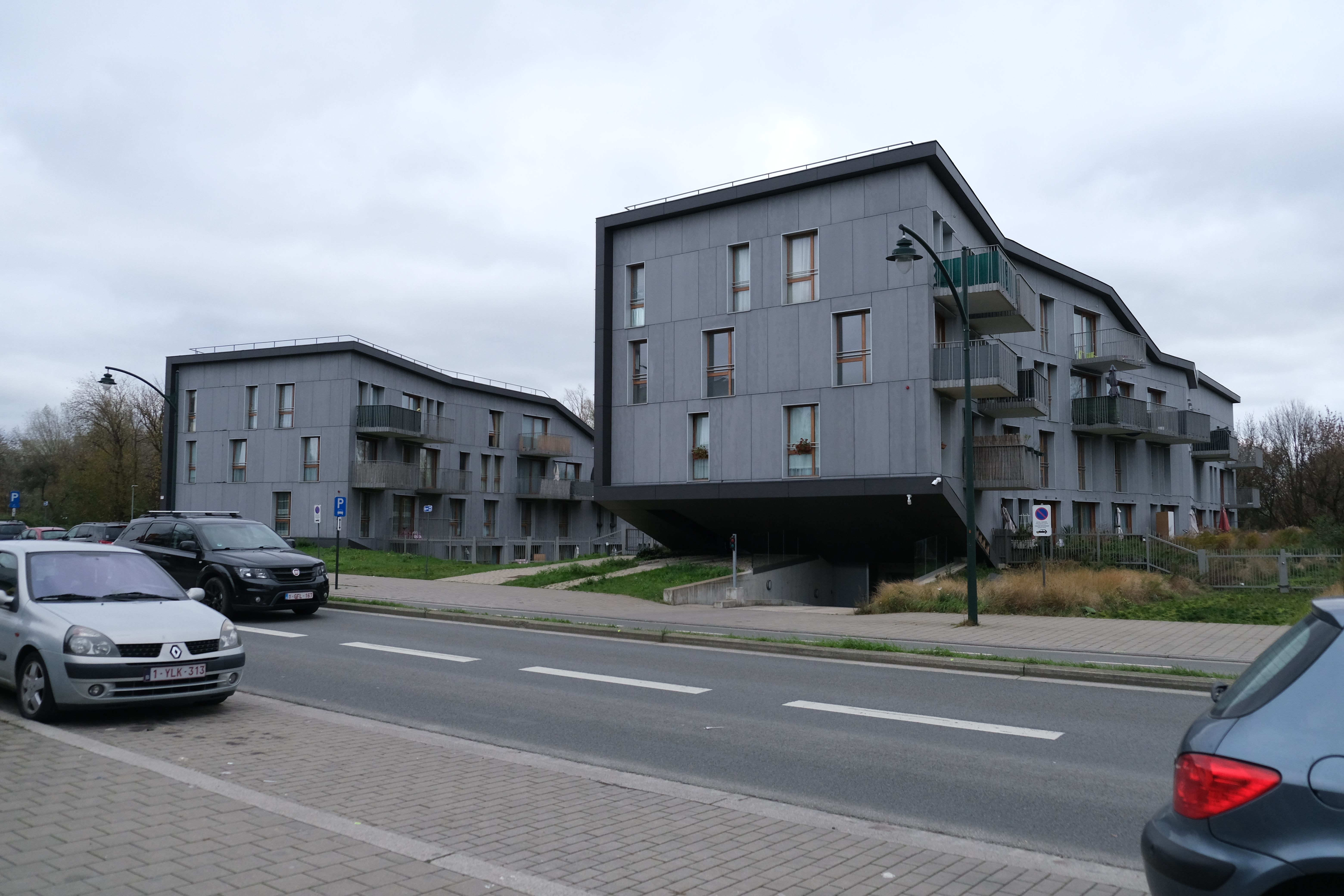
Crèche en HQE Bruyn accommodatie

Met architectenbureau B612 Associates realiseerde Li Mei Tsien enkele projecten waaronder;
- De Brigade Forestière in Uccle is een gebouw voor de boswachters van het Zoniënwoud dat een hoogwaardige werkplek biedt in synergie met de omgeving en haar gebruikers. De bouwwijze en de gebruikte materialen zijn gericht op een minimale impact op de omgeving.[4][5]

- Het Masterplan voor de heraanleg van de l'Ilot Fontainas. Op het programma stond de bouw van 22 sociale woningen, 35 studentenwoningen, twee kinderopvangen, een sporthal, een multifunctionele ruimte, een restaurantruimte en 42 parkeerplaatsen. Het openbare park is ontworpen om biodiversiteit te creëren en de omliggende wijken te verbinden. Het project stelt bijzondere, verschillende ontwerpen voor waarvan de zorgvuldige ligging het mogelijk maakt om de volumes van de stad opnieuw in evenwicht te brengen.[6][7] Logements Dolez

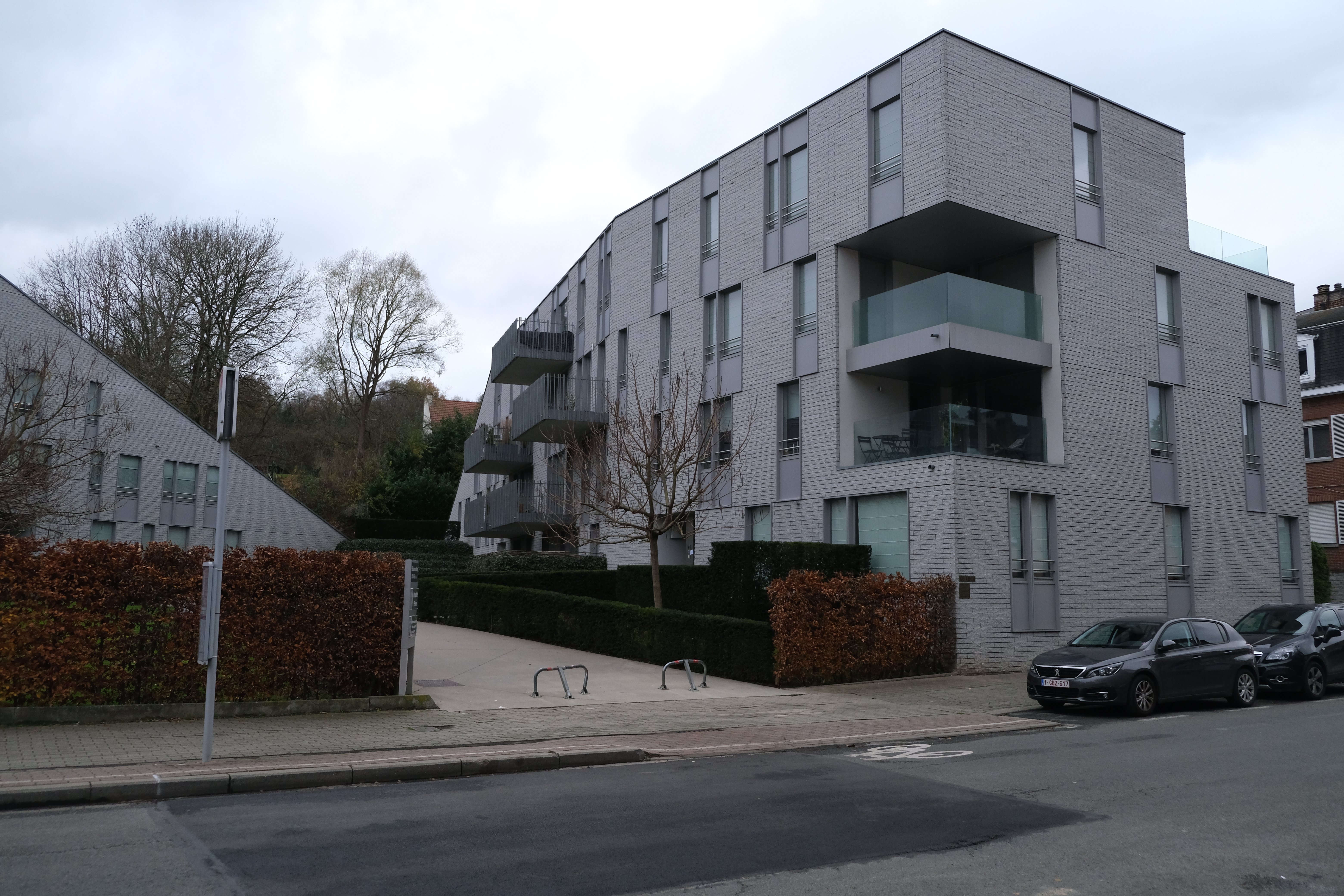
Logements Dolez

- Crèche en HQE Bruyn accommodatie heeft een programma van 56 appartementen en een dagopvang met 48 plaatsen Verdeeld over 5 verschillende gebouwen en samengesteld uit systematische modules. Het project ligt aan de rand van Brussel op een duidelijk overgangspunt tussen het stedelijke stuk, de randen grenzend aan de wegen, en de gebieden die zich openen in het landschap. De uitlijning van de gebouwen definieert de wegen en de openbare ruimte.[8]

- Logements Dolez vormt een soort hybride zone tussen een stedelijk gebied en een natuurgebied waar de twee gebouwen en een groene ruimte met elkaar worden verweven. De stedelijke situatie wordt vervormd doordat de groene ruimte is geopend naar de openbare ruimte toe. Het geknikte volume van het ontwerp zorgt voor de destabilisering van het normale orthogonaliteit principe. Het project ligt op de bodem van het dal tussen de plateaus Avijl en Kauwberg, twee zeer ecologisch gewaardeerde locaties in de Ukkel. Het programma is een woongebouw met 34 appartementen van 2 en 3 slaapkamers, opgesplitst in twee vleugels op vier niveaus.[1][9]

## Erkenning en prijzen
Via haar architectenbureau B612associates kreeg ze erkenning in een aantal boeken, kranten en architecturale tijdschriften. Zo is het project l'Ilot Fontainas terug te vinden in Architraaf uitgave nr.203. De projecten van het bureau werden onder andere beschreven in de Spaanse collectie a + T ‘density book’ in 2011 en in de zesde editie van ‘Belgium New Architecture’. Ze kreeg erkenning in het internationaal bekende architectuurtijdschrift ‘Detail’ en in kranten als ‘Le Soir’ en ‘La Libre Belgique’. Ze werden uitgenodigd om een lezing te geven in BOZAR, het Palais des Beaux-Arts. Het bureau verkreeg de Architizer Prize en de Prize for Contemporary Architecture of the District of Uccle. Ze zijn ook winnaars van verschillende competities voor publieke projecten en sociale huisvesting.